# Haroon Ali
Haroon Ali (Alkmaar, 3 juli 1983) is een Nederlandse journalist, columnist, schrijver en spreker. 

## Levensloop
Ali werd geboren in Alkmaar en groeide op in een islamitisch gezin met een Pakistaanse vader en een Nederlandse moeder. Hij woont al sinds zijn kleutertijd in Amsterdam. Na het gymnasium aan het Calandlyceum behaalde hij masters in sociale psychologie en journalistiek, beide aan de Universiteit van Amsterdam. Ali werkte tijdens zijn studie als vrijwilliger bij AmsterdamFM:3.45 en deed een uitwisseling met de University of Toronto. Hij begon zijn journalistieke loopbaan als stagiair bij Trouw. Daarna was hij anderhalf jaar junior redacteur bij het glamourblad Beau Monde. In 2010 werd Ali aangenomen als trainee bij de Volkskrant, waar hij tweeënhalf jaar in dienst was en toen vooral over media, cultuur en reizen schreef. Hij was daarna een jaar hoofdredacteur bij de Nederlandse tak van Vice. Sinds 2013 is hij freelance journalist. Ali schrijft onder meer voor de Volkskrant over uiteenlopende maatschappelijke thema's, met een focus op identiteit, diversiteit en LHBTIQ-thema's. Hij heeft sinds 2020 ook een wekelijkse column in het Noordhollands Dagblad over de actualiteit. 

### Boeken
In 2020 verscheen van zijn hand het non-fictieboek Half, over opgroeien tussen twee culturen. Ali schrijft over zijn botsende identiteiten als homoseksuele jongen in een islamitisch gezin. Toen hij in de dertig was, besloot hij terug te keren naar zijn vergeten vaderland, om zichzelf en zijn vader beter te begrijpen. Deze persoonlijke reis door Pakistan en zijn familieverleden verwerkte hij in het boek.
In 2023 verscheen zijn boek Spectrum - De regenbooggemeenschap in de 21ste eeuw. Hierin zijn interviews geplaatst voor zijn rubriek Alfabetsoep in de Volkskrant, tussen langere essays over de belangrijkste thema's binnen de huidige queer-gemeenschap. In 2024 werd Spectrum genomineerd voor het Regenboogboek van het Jaar en stond het op de longlist voor de Brusseprijs.
Ali leverde geregeld bijdragen aan essay- en verhalenbundels. In 2021 schreef hij een essay voor de verhalenbundel Extra levens: schrijvers over videogames, over SimCity en de behoefte aan controle en overzicht. In 2022 schreef hij voor de literaire uitgaansbundel Geen dag zonder nacht het fictieverhaal De man in het zwart. Het gaat over de Amsterdamse gayclub Church. In 2025 schreef hij een verhaal in De plaats die je paradijs noemt – Over liefde, romantiek en vrijheid (2025), een bundel onder redactie van Clarice Gargard.

### Televisie
In 2022 maakte Ali zijn eerste tv-documentaire Het M-woord (geproduceerd door Het Volk), die werd uitgezonden door de NTR op NPO 3. In de documentaire is de kernvraag of iemand homo, lesbisch of transgender kan zijn binnen de islam. In Het M-woord ging Haroon op zoek naar antwoorden en sprak met betrokkenen. Na de uitzending was er een nagesprek te zien, gepresenteerd door Karim Amghar, met meer verhalen van queer moslims. Daarnaast is hij geregeld commentator bij talkshows en andere bijeenkomsten.
Ali deed in het winterseizoen 2022/2023 mee aan De Slimste Mens. Hij speelde uiteindelijk vier afleveringen, won er drie en heeft twee finaledagen meegemaakt.

### Podcast & radio
Tussen 2021 en 2023 maakt Ali de podcast Opgewonden, over seksualiteit in alle vormen en maten, samen met cabaretière en programmamaker Yora Rienstra. In het eerste seizoen bespraken ze hun eigen ervaringen op dat gebied. In het tweede seizoen spraken ze met ervaringsdeskundigen over minder bekende seksuele thema's. In het derde seizoen interviewden ze enkele prominente Nederlanders over hun seksualiteit.
In 2024 was Ali een van de ambassadeurs van Pride Amsterdam.

## Erkenning
- 2021 - 'Ster van de Toekomst' van COC Nederland voor Ali en negen andere activisten, vanwege hun inzet voor de regenbooggemeenschap.[17]
- 2022 - journalistieke prijs De Tegel, in de categorie Achtergrond voor documentaire Het M-woord.[18]
- 2023 - 'Rising Star Award' tijdens de eerste Pan Asian Awards, georganiseerd door Pan Asian Collective.[19]
- 2024 - boek Spectrum genomineerd voor het Regenboogboek van het Jaar
- 2024 - boek Spectrum op de longlist voor de Brusseprijs.